# 出口栄太郎
出口 栄太郎（でぐち えいたろう、1948年5月26日 - ）は、三重県出身のプロゴルファー。
　

## 来歴
鍛冶屋で鉄の棒の先を曲げてもらって作ったクラブで練習していたほか、家の近くにあったゴルフ場によく無断で入り、管理人に追い回されていた。
志摩高校卒業 後の1972年にプロ入りし、独特のスイングながら抜群のコントロールで、思い切りも良く、度胸もあったほか、ゲームの流れを読み取る勘の良さで活躍。
1980年の日本プロでは最終日に鈴木規夫と共に69をマークし高橋五月・安田春雄と並んで7位タイ、1981年のフジサンケイクラシックでは7位に入る。
1982年に開幕戦の静岡オープンで、当時流行の兆しのあったオレンジ色ボールのダンロップ「プロマックスカラー」を使用し、2日目に青木基正・謝永郁（ 中華民国）・十亀賢二と並んでの10位タイ、3日目には通算2アンダーで鳥沢利一・呂良煥（中華民国）・倉本と並んでの6位タイに浮上。最終日には強風と雨の中、前半リードの若い湯原信光や倉本昌弘、3日目でトップに立ったベテランの河野・村上隆らを、最終日の5バーディ、1ボギーの68という見事なゴルフで逆転。最終18番のバーディーパットは手前から約5mで、湯原が1打差で追っていたため「悪くてもプレーオフ。ショートしては･･･」と思い切って打ったパットはカップに吸いこまれた。これまでの成績は7位が3回あっただけで、「風と雨が強くなって中止になればいい。6位で十分だ」と思ったほどであり、最後の最後まで優勝は思ってもいなかった。国内男子ツアーでカラーボール使用者の初Vとなり、33歳でツアー初優勝を飾って以来シード権を守り通す。
1983年にはダンロップ国際オープンで島田幸作と並んでの4位タイ に入ると、同年からJPGA公認競技となり、テレビ中継が始まった美津濃トーナメントで中嶋常幸・内田繁・謝敏男（中華民国）・青木功・藤木三郎・秋富由利夫を抑えて優勝。
ブリヂストントーナメントでは初日を松井角次と並んでの8位タイでスタートすると、2日目には好調なパットで7バーディー、2ボギーの67と抜け出し、通算7アンダー137で首位に立った。3日目はスタートでボギーを叩いたものの、その後は安定したショット、パットで4バーディーとし、69と好調なゴルフで通算10アンダー206と首位を堅持。最終日は前半を終わった時点でバーディーが取れず1ボギーの苦しい戦いぶりとなり、逆に好調なゴルフで3バーディーを奪った謝敏に3打差を付けられて首位も奪われるが、後半に猛プッシュ。15番で謝敏と並んだ後に最終ホールでバーディーを奪ってついに逆転し、尾崎兄弟やリー・トレビノ（ アメリカ合衆国）ら日米の強豪と互角に戦って接戦の末に通算14アンダー274で同年2勝目を挙げた。
日本シリーズでは最終日に倉本と共に69をマークして中嶋・中村通と並んでの3位タイに入り、同年の日本プロスポーツ大賞新人賞を受賞。
1984年には鷹巣南雄と共にワールドカップ日本代表に選出され、団体でホセ・マリア・カニサレス&ホセ・リベロ（ スペイン）、ゴードン・ブランド・ジュニア&サム・トーランス（ スコットランド）、陳志忠&謝敏（中華民国）、ハワード・クラーク&マーク・ジェームス（ イングランド）、フィリップ・パーキン&イアン・ウーズナム（ ウェールズ）、李明夏&崔上鎬（ 韓国）、デリオ・ロヴァート&シルヴァーノ・ロカテッリ（ イタリア）、イーモン・ダーシー&ローナン・ラファティ（ アイルランド）に次ぐ9位に入った。ハワイで行われたカパルア国際トーナメントにも出場し、初日を2アンダー69でゲーリー・ホルバーグ（アメリカ）と並んでの4位タイとした。
競り合った時の強さは杉原輝雄・青木以上といわれ、1985年の日本プロでは3日目に69をマークして倉本・岩下吉久・山本善隆と共に首位の尾崎健夫と3打差に着け、最終的には尾崎健・金井清一に次ぐと同時に倉本・宮本康弘・青木を抑え、山本・尾崎将司と並んでの3位タイに入った。
同年は三菱ギャランでデビッド・イシイ（アメリカ）と並んでの6位タイ、東北クラシックで安田・村上・牧野裕・新関善美・入野太、ブライアン・ジョーンズ（オーストラリア）と並んでの7位タイ、ゴルフダイジェストで中嶋・山本・上原宏一と並んでの5位タイに入る。
KBCオーガスタでは3日目が台風13号の直撃で中止して迎えた最終日、飯合肇、ファジー・ゼラー（アメリカ）、青木・尾崎・高橋と共に9アンダーで並ぶ激戦を繰り広げ、飯合の2位タイであった。
地元の三重県オープンは寺嶋拓夫・誠志兄弟と共に第1回から連続出場して5勝（1979年, 1981年, 1984年, 1986年, 1995年）したほか、1986年・1987年と中部オープンを2連覇し、特に1987年は良い出足を見せた石井裕士からタイトルを奪っての連覇であった。
1986年には静岡オープンで宮本康・長谷川勝治・高橋勝成と並んでの9位タイ、ダンロップ国際オープンで横島由一・須貝昇・尾崎、グラハム・マーシュ（ オーストラリア）と並んでの5位タイ 、全日空オープンで海老原清治・内田、テリー・ゲール（オーストラリア）と並んでの7位タイ、東海クラシックで牧野、ベルンハルト・ランガー（ ドイツ）と並んでの9位タイ、大京オープンでは7位に入る。　
1988年・1989年と2年連続で日本オープン7位、1989年は静岡オープンで横島・長谷川・中村と並んでの8位タイ、ブリヂストン阿蘇オープンで安田と並んでの6位タイ、仙台放送クラシックで飯合・芹澤信雄・久保田剛司・三上法夫と並んでの4位タイ、東海クラシックで青木・泉川ピート・大町昭義・中嶋に次ぐ5位に入る。　
1990年は第一不動産カップで板井榮一・川岸良兼と並んでの8位タイが最後の十傑入りとなり、1995年の中日クラウンズを最後にレギュラーツアーから引退。
シニア転向後は2000年に1日大会の杉原輝雄シニアクラシックで6位タイ、同大会では2002年に中村・三好隆・須貝に次ぐ4位、2003年には福沢孝秋・井上久雄と並んでの3位タイに入る。
2007年の三重県シニアオープン、2008年の関西プログランドシニアを制し、2010年の日本プロシニアを最後にシニアツアーから引退。
グレイスヒルズカントリー倶楽部 を経て、現在はPGA三重プロゴルフ会会員で、鈴峰ゴルフ倶楽部所属。

## 主な優勝

### レギュラー
- 1979年 - 三重県オープン
- 1981年 - 三重県オープン
- 1982年 - 静岡オープン
- 1983年 - ブリヂストンオープン、ミズノオープン
- 1984年 - 三重県オープン
- 1986年 - 三重県オープン、中部オープン
- 1987年 - 中部オープン
- 1995年 - 三重県オープン

### シニア
- 2007年 - 三重県シニアオープン
- 2008年 - 関西プログランドシニア